# 洱海鯉
洱海鯉（学名：Cyprinus barbatus）为輻鰭魚綱鯉形目鲤科的其中一種，分布於亞洲中國雲南省洱海流域，體長可達35公分，棲息在湖泊中底層水域，可做為食用魚。
1963年后，鲢鱼和鳙鱼的引入和当地城市和农业对其栖息地的污染使它们数量锐减，自1982年后就再也没有被见到它们，可能已经灭绝。